# Medalla del 40.º Aniversario de la Polonia Popular
La Medalla del 40.º Aniversario de la Polonia Popular (en polaco: Medal 40-lecia Polski Ludowej) es una medalla conmemorativa estatal civil polaca, establecida por decreto del Consejo de Estado de la República Popular de Polonia del 26 de abril de 1984, en el cuadragésimo aniversario de la República Popular de Polonia, con el fin de reconocer los esfuerzos de los trabajadores para construir y fortalecer el estado socialista, desarrollo socioeconómico y cultura nacional.

## Estatuto
La medalla fue otorgada por méritos de por vida en una labor profesional y una actividad social y política destacadas y de larga duración. Según el reglamento, se otorgaba a ciudadanos que gozaban de autoridad en sus círculos profesionales y sociales, quienes, con sus muchos años de labor profesional, actividad social o política en diversos ámbitos de la vida del país durante los cuarenta años de existencia de la Polonia Popular, hicieron una contribución significativa a la construcción y fortalecimiento del estado socialista, la economía y la cultura nacional.
La medalla era otorgada por el Consejo de Estado a solicitud de: ministros y jefes de oficinas centrales, voivodas y presidentes de las ciudades de Varsovia, Cracovia y Lodz, presídiums de consejos nacionales provinciales, órganos de gobierno del Partido Obrero Unificado Polaco, Partido Popular Unido, Partido Demócrata y Movimiento Patriótico del Renacimiento Nacional y las autoridades supremas de sindicatos centrales, asociaciones, organizaciones sociales a nivel nacional.
La medalla se lleva en el lado izquierdo del pecho y, en presencia de otras órdenes y medallas de Polonia, se coloca inmediatamente después de la Medalla del 30.º Aniversario de la Polonia Popular. Si se usa en presencia de órdenes o medallas de la actual República de Polonia, estas últimas tienen prioridad.
La condecoración fue otorgada en el período comprendido entre el 22 de julio de 1984 y el 22 de julio de 1985. Durante dicho periodo se entregaron unas 1 217 940 medallas. La nueva ley de órdenes y condecoraciones, en vigor desde el 23 de diciembre de 1992, no tuvo en cuenta la medalla (derogando la anterior orden y la ley de condecoraciones de 1960), por lo que se dio por concluida su concesión.

## Descripción
La insignia de la Medalla del 40 Aniversario de la Polonia Popular es un disco con un diámetro de 32 mm, plateado y oxidado. 
En el anverso de la medalla, en el centro, hay una imagen del águila polaca, y a ambos lados las fechas: 1944 y 1984. Sobre el águila hay un número romano: XL, y debajo del águila la inscripción: PRL. Las fechas están relacionadas con el número romano de espigas de grano estilizadas y con la inscripción por engranajes. Todos los elementos son convexos. 
En el reverso de la medalla hay un contorno rebajado de los bordes polacos, y en el medio del contorno hay una inscripción en tres líneas: «WALKA / PRACA / SOCJALISM», debajo de la inscripción hay una rama de olivo.
La cinta de la medalla tiene 32 mm de ancho, y consta de dos franjas verticales blancas y rojas en el centro, cada una de 12 mm de ancho, y dos franjas doradas de 4 mm de ancho en los lados. La cinta está realizada en los colores de la cinta, con un sobrepuesto de metal plateado o bordado, que consta de una tira horizontal de 2 mm de ancho y un número romano "XL" de 6 mm de alto
La insignia fue diseñada por el escultor y medallista polaco Edward Gorol.